# Uwe Hück

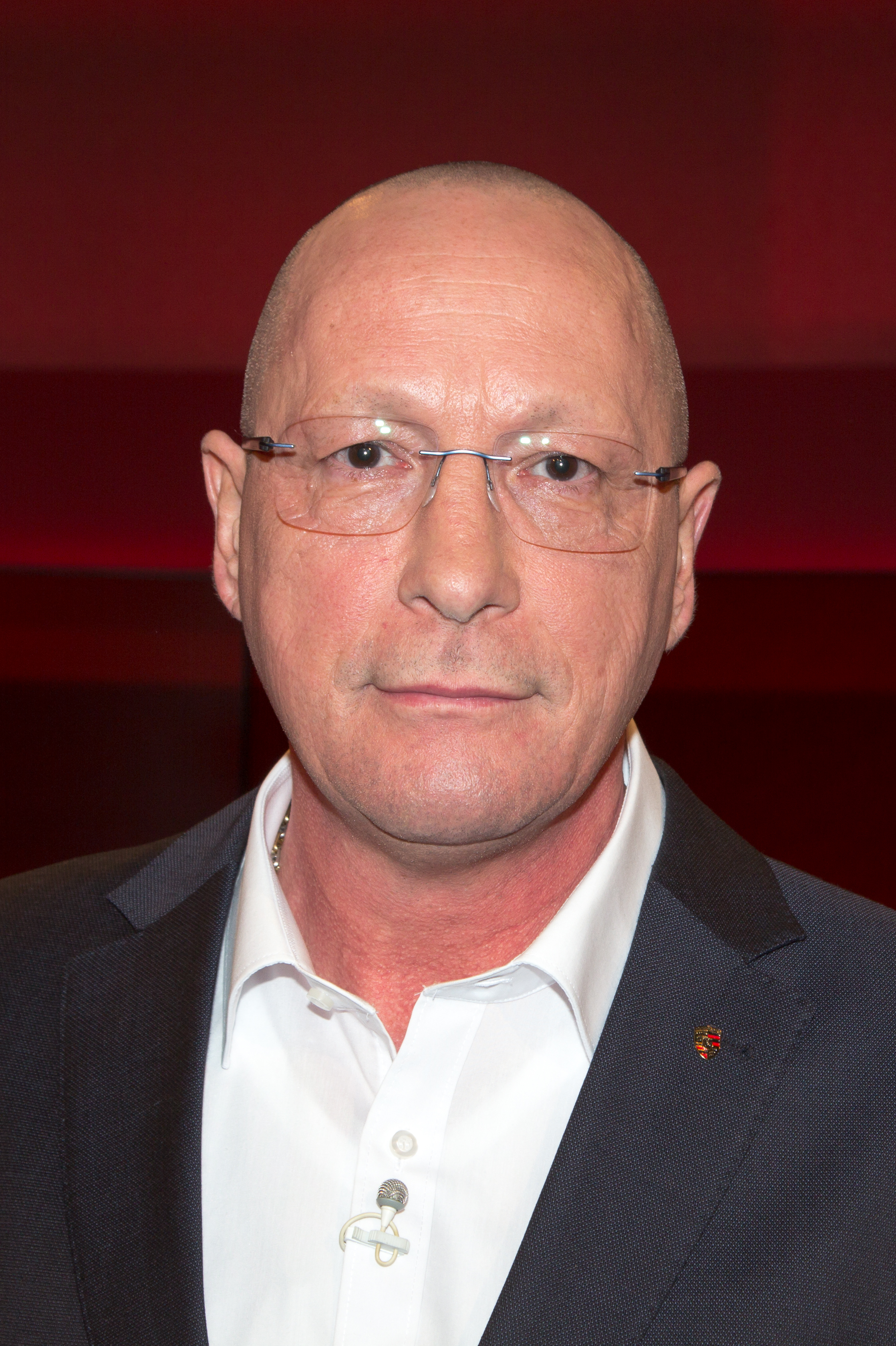
Uwe Hück (2016)

Uwe-Jörg Hück (* 22. Mai 1962 in Stuttgart) ist ein ehemaliger Betriebsratsvorsitzender und stellvertretender Aufsichtsratsvorsitzender der Porsche AG sowie Europameister im Thaiboxen.

## Leben
Uwe Hück wuchs als Waise in einem Kinderheim in Remchingen auf. Von 1977 bis 1981 absolvierte er eine Berufsausbildung zum Autolackierer. Bis 1985 war er professioneller Thaiboxer und wurde zweifacher Europameister.
Am 1. April 1985 begann er als gelernter Lackierer bei der Porsche AG. Im Jahr 1987 wurde er zum Vertrauensmann gewählt und wurde 1994 Leiter des Vertrauenskörpers. Seit 1990 war Hück Mitglied des Betriebsrates; ab 1994 wurde er dafür freigestellt.
Er qualifizierte sich weiter über Arbeits-, Tarif- und Sozialrecht und wurde 1997 als Nachfolger des Gesamtbetriebsratsvorsitzenden Franz Steinbeck neuer Betriebsratsvorsitzender der Standorte Zuffenhausen/Ludwigsburg. Seit 2002 war er Vorsitzender des Gesamtbetriebsrats der Porsche AG, seit 2003 Vorsitzender des Konzernbetriebsrats. 2008 wurde er stellvertretender Betriebsratsvorsitzender der Porsche Automobil Holding SE. Seit 1998 war Hück Mitglied im Aufsichtsrat. Im Jahr 2007 wurde er stellvertretender Vorsitzender des Aufsichtsrats der Porsche Automobil Holding SE, seit 2010 war er stellvertretender Aufsichtsratsvorsitzender der Porsche AG.
Er war Mitglied des Ortsvorstandes der IG Metall Stuttgart und der großen Tarifkommission der IG Metall Baden-Württemberg. Im Jahr 2005 unterstützte er als SPD-Mitglied, welches er von 1982 bis 2020 war, die Wahlkampagne seines SPD-Parteifreundes Gerhard Schröder und dessen Reformpolitik.
Hück ist mit der Vietnamesin Ming Chung verheiratet und Vater von zwei Adoptivsöhnen und einem leiblichen Sohn, das Paar lebt seit 2018 getrennt. Ehrenamtlich ist er Vorsitzender des FSV Buckenberg 1921 e. V., einem Sportverein aus Pforzheim mit über 500 Mitgliedern, und trainiert dort in seiner Freizeit jugendliche Thaiboxer.
Am 4. September 2012 erschien seine Autobiografie Volle Drehzahl, in welcher Hück u. a. über seine Zeit im Kinderheim und ein Gespräch mit Gott berichtet.

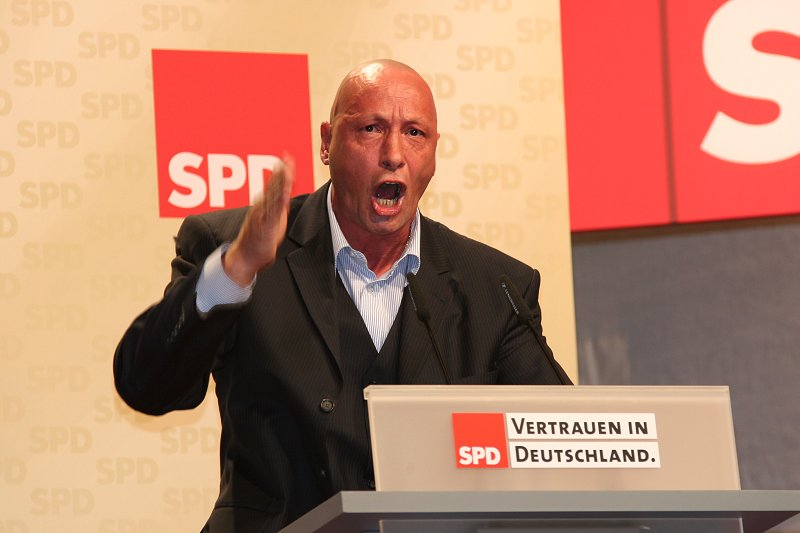
Uwe Hück (2005)

Hück engagiert sich als Botschafter der Initiative Respekt! gegen Diskriminierung von Personengruppen wie Homosexuellen oder Ausländern.
Er ist Vorstandsmitglied in der Wiedeking Stiftung, die unter anderen das Jugendhilfezentrum Sperlingshof unterstützt, in dem Hück aufgewachsen ist, und das Seehaus Leonberg, eine Einrichtung für straffällige Jugendliche.
Am 16. November 2013 stieg er unter dem Motto „Blaue Flecke für soziale Zwecke“ zu einem Benefiz-Boxkampf gegen den ehemaligen Profiboxer Luan Krasniqi in der MHPArena in Ludwigsburg in den Ring. Die Erlöse der Veranstaltung kamen der Lern-Stiftung Hück zugute, die sozial benachteiligten Kindern und Jugendlichen hilft, sowie einem von Luan Krasniqi unterstützten SOS-Kinderdorf in Priština.
2017 erhielt er für sein gesellschaftliches Engagement das Bundesverdienstkreuz.
Am 4. Februar 2019 trat er als Betriebsratsvorsitzender und stellvertretender Aufsichtsratsvorsitzender der Porsche AG sowie als VW-Aufsichtsratsmitglied zurück. Er kündigte an, in die Politik zu gehen. Zunächst wolle er mit einer eigenen Liste (nicht für die SPD, deren Mitglied er zu diesem Zeitpunkt noch war) für den Gemeinderat von Pforzheim  kandidieren. In diesem Zusammenhang kritisierte er die politische Diskussion um Fahrverbote, Tempolimits sowie Kraftstoffsteuern und erklärte seine Sympathie mit der Gelbwestenbewegung.
Im Mai 2019 gab es eine Hausdurchsuchung bei Hück im Zusammenhang mit Ermittlungen wegen überhöhter Zahlungen an Betriebsräte.
Im Juli 2019 berichtete das Manager Magazin, die Interne Revision habe bereits seit 2016 gegen Hück ermittelt und ihm eine Reihe von (allerdings nicht strafbaren) Unregelmäßigkeiten vorgeworfen. Im Januar 2020 meldete Business Insider, dass Hück auch nach seinem Ausscheiden weiterhin von Porsche bezahlt werde.

### Bürgerbewegung für Fortschritt und Wandel
Nach dem Austritt aus der SPD im Dezember 2020 rief Hück in Pforzheim unter anderem zusammen mit dem Unternehmer Sebastian Haase (ehemals CDU) und dem Rechtsanwalt Christoph Mährlein (ehemals SPD) zur Gründung der Partei „Bürgerbewegung für Fortschritt und Wandel“ auf. Die Gründung erfolgte im Februar 2021. Die Vereinigung wurde vom Bundeswahlausschuss als Partei anerkannt und trat mit einer Landesliste in Baden-Württemberg bei der Bundestagswahl 2021 an. Sie erhielt 7.491 Zweitstimmen und damit 0,1 Prozent der Zweitstimmen in Baden-Württemberg.

## Schriften
- Volle Drehzahl: Mit Haltung an die Spitze. Campus, Frankfurt am Main 2012, ISBN 978-3-593-39706-1 (Autobiografie).